# Grades de l'armée malaisienne
Cet article donne les grades en vigueur dans les Forces armées malaisiennes.

## Classifications des grades de l'armée malaisienne
Récapitulatif des grades en cours depuis 1963 dans les 3 branches de l'armée malaisienne

### Grades d'officiers
| Armée de terre Tentera Darat Malaysia        | Fil Marsyal      | Jeneral   | Leftenan Jeneral | Mejar Jeneral  | Brigedier Jeneral | Kolonel     | Leftenan Kolonel | Mejar             | Kapten        | Leftenan       | Leftenan Muda |                     |       |
| -------------------------------------------- | ---------------- | --------- | ---------------- | -------------- | ----------------- | ----------- | ---------------- | ----------------- | ------------- | -------------- | ------------- | ------------------- | ----- |
| Tentera Darat Malaysia                       | Fil Marsyal      | Jeneral   | Leftenan Jeneral | Mejar Jeneral  | Brigedier Jeneral | Kolonel     | Leftenan Kolonel | Mejar             | Kapten        | Leftenan       | Leftenan Muda |                     |       |
| Marine Tentera Laut Diraja Malaysia          | Laksamana Armada | Laksamana | Laksamana Madya  | Laksamana Muda | Laksamana Pertama | Kepten      | Komander         | Leftenan Komander | Leftenan      | Leftenan Madya | Leftenan Muda | Pegawai Kadet Kanan | Kadet |
| Tentera Laut Diraja Malaysia                 | Laksamana Armada | Laksamana | Laksamana Madya  | Laksamana Muda | Laksaman Pertama  | Kepten TLDM | Komander TLDM    | Leftenan Komander | Leftenan TLDM | Leftenan Madya | Leftenan Muda | Pegawai Kadet Kanan | Kadet |
| Armée de l'air Tentera Udara Diraja Malaysia | Marsyal          | Jeneral   | Leftenan Jeneral | Mejar Jeneral  | Brigedier Jeneral | Kolonel     | Leftenan Kolonel | Mejar             | Kapten        | Leftenan       | Leftenan Muda |                     |       |
| Tentera Udara Diraja Malaysia                | Marsyal          | Jeneral   | Leftenan Jeneral | Mejar Jeneral  | Brigedier Jeneral | Kolonel     | Leftenan Kolonel | Mejar             | Kapten        | Leftenan       | Leftenan Muda |                     |       |

### Grades des sous-officiers et hommes du rang
| Armée de terre Tentera Darat Malaysia        | Pegawai Waran I       | Pegawai Waran II       | Staf Sarjan   | Sarjan       | Koperal            | Lans Koperal         | Prebet                |                |
| -------------------------------------------- | --------------------- | ---------------------- | ------------- | ------------ | ------------------ | -------------------- | --------------------- | -------------- |
| Tentera Darat Malaysia                       | Pegawai Waran I       | Pegawai Waran II       | Staf Sarjan   | Sarjan       | Koperal            | Lans Koperal         |                       |                |
| Marine Tentera Laut Diraja Malaysia          | Pegawai Waran I       | Pegawai Waran II       | Bintara Kanan | Bintara Muda | Laskar Kanan       | Laskar Kelas I       | Laskar Kelas II       | Laskar Muda    |
| Tentera Laut Diraja Malaysia                 | Pegawai Waran I       | Pegawai Waran II       | Bintara Kanan | Bintara Muda | Laskar Kanan       | Laskar Kelas I       | Laskar Kelas II       | Laskar Muda    |
| Armée de l'air Tentera Udara Diraja Malaysia | Pegawai Waran I       | Pegawai Waran II       | Flait Sarjan  | Sarjan Udara | Laskar Udara Kanan | Laskar Udara Kelas I | Laskar Udara Kelas II | Perajurit Muda |
| Tentera Udara Diraja Malaysia                | Pegawai Waran Udara I | Pegawai Waran Udara II | Flait Sarjan  | Sarjan Udara | Koperal Udara      | Laskar Udara Kanan   |                       |                |